# Rafinace
Rafinace (z franc. raffiner přečistit, zjemnit) je technologický postup, kterým se vstupní surovina zbavuje nečistot, různě upravuje a vzniká tak rafinovaný produkt. V praxi se může jednat o aplikaci destilace, krakování, odstředění nebo dalších postupů. Průmyslové zařízení na rafinování je rafinerie, například ropná rafinerie.
Také při získávání kovů z rudy nebo směsného šrotu se používají postupy zvané rafinace. Zde se uplatňují v podstatě dva způsoby, a to hutní rafinace a elektrolytická rafinace. 

## Časté objekty rafinace
- cukr
- rostlinný olej
- ropa
- elektrum